# 霍爾特克里克鎮區 (內布拉斯加州霍爾特縣)
霍爾特克里克鎮區（英語：Holt Creek Township）是位於美國內布拉斯加州霍爾特縣的一個行政鎮區。

## 地方資料
霍爾特克里克鎮區的面積為138.37平方千米，當中陸地面積為136.38平方千米，而水域面積為1.99平方千米。根據2020年美國人口普查的數據，當地共有人口25人，而人口密度為每平方千米0.18人。